# A. J. Stewart Smith
Arthur John Stewart Smith, auch A. J. Stewart Smith, Stew Smith (* 1938 in Victoria (British Columbia)) ist ein kanadischer experimenteller Teilchenphysiker.
Smith besuchte die Victoria High School und studierte an der University of British Columbia mit dem Bachelor-Abschluss 1959 (wobei er sich auch als Lacrosse-Spieler der Universität hervortat) und dem Master-Abschluss 1961 und wurde 1966 bei Pierre Piroué an der Princeton University promoviert. Die Dissertation war über die Erzeugung von Antiprotonen bei Proton-Kern-Reaktionen. Als Post-Doktorand war er am DESY bei Samuel C. C. Ting. Danach wurde er Professor an der Princeton University, an der er ab 1968 war und deren Physik-Fakultät er 1990 bis 1998 vorstand. 2006 bis 2013 war er der erste Dekan für Forschung in Princeton. Dabei sorgte er nicht nur für den Ausbau der Forschung und damit dem Erwerb von Patent- und Lizenzrechten für die Universität, sondern auch zum Beispiel für sorgsamen Umgang mit Versuchstieren. Er war in Princeton  Class of 1909 Professor für Physik.
Er war an Experimenten über K-Meson-Zerfälle am Brookhaven National Laboratory beteiligt (für die Entdeckung eines sehr seltenen K-Meson Zerfalls, entdeckt nach zehn Jahren Anstrengung, erhielt er schließlich den Panofsky-Preis) und an solchen zu Lepton-Paarerzeugung und Hadronen-Strukturfunktionen am Fermilab. Ab Mitte der 1990er Jahre war er führend am BaBar-Experiment des SLAC beteiligt, war 1999 technischer Koordinator und 2000 bis 2002 Sprecher. In dieser Zeit war er Gastprofessor am SLAC. 2001 gelang in BaBar die Entdeckung der CP-Verletzung im B-Meson-System.
2011 erhielt er den Panofsky-Preis mit Douglas Bryman und Laurence Littenberg für die Messung von Eigenschaften des Kaonzerfalls, insbesondere für die Entdeckung und Messung des Zerfalls {\displaystyle K^{+}\rightarrow \pi ^{+}\nu \nu } (Laudatio).
Er beriet auch mit seiner in BaBar gewonnenen Erfahrung die Suche nach dem Higgs am Large Hadron Collider des CERN: 2004 bis 2009 war er Chief Referee beim Bau des Compact Muon Solenoid. Er ist am CERN im Beratungskomitee für den Ausbau des LHC. 2013 bis Anfang 2016 war er Vizepräsident des Princeton Plasma Physics Laboratory. In seine Ägide fiel die 94 Millionen Dollar teure Aufstockung des National Spherical Torus Experiment.
Er ist Berater des nationalen Kernforschungsinstituts in Italien und des Untergrundexperiments SNOLAB in Ontario, Kanada.
Er ist Fellow der American Physical Society, deren Abteilung Teilchen und Felder er 1991 vorstand. 2009 wurde er Ehrendoktor der University of Victoria.